# Оньенвере, Микаэла
Микаэла Нне Оньенвере (англ. Michaela Nne Onyenwere; род. 10 августа 1999 года, Орора, штат Колорадо, США) — американская профессиональная баскетболистка нигерийского происхождения, выступает в женской национальной баскетбольной ассоциации в команде «Чикаго Скай». Была выбрана на драфте ВНБА 2021 года в первом раунде под общим шестым номером командой «Нью-Йорк Либерти». Играет на позиции лёгкого форварда.

## Ранние годы
Микаэла родилась 10 августа 1999 года в городе Орора (Колорадо) в семье Питера и Эдит Оньенвере, у неё есть три старших брата, Зак, Патрик и Джордан, и один младший, Ю Кей, училась там же в средней школе Грандвью, в которой выступала за местную баскетбольную команду.